# 皮格尔斯多夫
皮格尔斯多夫是奥地利布尔根兰州上普伦多夫县的一个市镇。总面积43.9平方公里，总人口1702人，人口密度38.8人/平方公里（2001年）。